# Дистрикт Буковина
Дистрикт Буковина (нім. Distrikt Bukowina) — адміністративна одиниця (провінція) Габсбурзької монархії на території Буковини (1775-1786).

## Етимологія
Дистрикт (лат. districtus) — адміністративна (або судова) одиниця, частина території.

Буковина — назва території, яка увійшла у вжиток в середині XV ст., витіснивши поняття Шипинська земля. В результаті анексії 1774 р. до Габсбурзької монархії відійшла Буковина без її східної частини — Хотинського повіту (залишився в Молдовському князівстві, а в 1812 р. став повітом Бессарабської губернії Російської імперії).

## Географічне положення
Дистрикт Буковина було утворено на основі анексованих у Османської імперії двох цинутів Молдавського князівства — Чернівецького та Сучавського, а також Довгопільського околу. Нова адміністративно-територіальна одиниця охоплювала східне (Буковинське) прикарпаття, а також землі між Карпатами та Серетом приблизно до середньої течії Молдови.

## Історичні передумови
З серпня до жовтня 1774 австрійські війська під командуванням генерала Сплені взяли під повний контроль анексовану у Османської імперії північно-західну частину Молдавського князівства (Чернівецьку і Сучавську землі та Довгопільський (Кимполунгський) окіл. До владнання юридичних формальностей в регіоні було сформовано тимчасову військову територіальну одиницю — Чернівецький генералат. Після підписання в травні 1775 р. Портою так званого Константинопольського трактату (Константинопольської конвенції) ця територія офіційно була передана Габсбурзькій монархії. Того ж місяця спеціальним цісарським патентом Чернівецький генералат був реорганізований в Дистрикт Буковина.

## Територіальний поділ
Дистрикт Буковина на першому етапі був поділений на два менших дистрикта (піддистрикта) Чернівецький (ділився на 7 околів, між якими були росподілені 110 громад) та Сучавський (ділився на 7 околів, між якими були розподілені 133 громади).

Адміністративний центр — місто Черновиці.
На початку 1780-тих було проведено адміністративну реформу в краї, після якої Дистрикт Буковина утворювали:

• Черновиці (як адміністративний центр)

• Дистрикт Чернівці

• Дистрикт Вижниця (сформований із західних околів Чернівецького дистрикту)

• Дистрикт Сучава

• Дистрикт Серет (сформований із північних околів Сучавського дистрикту)

• Довгопільський окіл (один з околів попереднього Сучавського дистрикту)

## Управління Дистриктом

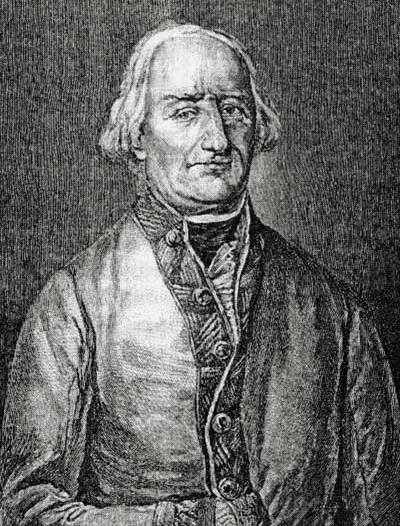
Карл Енценберг

Вищою посадовою особою Дистрикту Буковина був Голова Військової Адміністрації, який підпорядковувався спеціально створеному в 1774 р. Генеральному військовому командуванню Галичини та Володимирії у Львові  (нім. K. k. General Militär Oberkomando in Galizien und Lodomerien. Lemberg). Орган ліквідований в 1786 році.
Голови Військової Адміністрації:
• генерал Габріел Сплені фон Міхальді (Gabriel Splény von Miháldy, General) (1774-06.1778)
• генерал Карл фон Енценберг (Karl von Enzenberg, General) (06.1778-08.1786)
Органом управління Дистрикту Буковина була Військова Адміністрація Буковини (нім. Bukowiner Militär-Administration).
У Чернівцях та Сучаві діяли директоріати, очолювані військовими директорами.

В 1783 році директоріати також були утворені у Сереті та Вижниці.

В адміністративному центрі Дистрикту за розпорядженням Військової Адміністрації Буковини в 1775 році було утворено Чернівецьку міську управу. На початку 1786 р. відповідно до інструкції Надвірної ради від 25 серпня 1785 р. було проведено (під наглядом Військової Адміністрації Буковини) перші вибори до Чернівецької міської управи. На них були обрані міський управитель та 4 радники. Управа була безпосередньо підпорядкована військовій адміністрації.

Основними завданнями влади Дистрикту Буковина було: розгляд судових справ, скарг щодо встановлення розміру податків, зборів та їх стягнення, контроль над управлінням камеральними маєтками, землевласниками, поліцейський і санітарний нагляд, митні збори, встановлення прикордонних карантинних таборів, будівництво державних приміщень, мостів та шляхів, поштовий зв’язок, охорона кордонів, утримання прикордонних постів. Займалася також питаннями землеволодіння, феодальними повинностями, сільським господарством, торгівлею, церковними питаннями.

## Населення
На момент заволодіння австрійськими військами, у північно-західній частині Буковини мешкало 17047 сімей. Достеменно встановлено, що після укладення австро-турецької конвенції (1775) і демаркації кордону населення «австрійської» Буковини зменшилося до 14989 сімей (1776), з чого випливає що загальна кількість населення була близька до 67450 осіб. При цьому виїжджали як русини (в основному у Хотинська земля, так і волохи у центральні повіти Молдавського князівства. Тобто суттєво вплинути на пропорційний склад населення регіону це не могло.

Визначити пропорційне співвідношення етнічних груп достеменно не можливо, оскільки ні за етнічною приналежністю ні за рідною мовою перепис не проводився. З'ясовувалась приблизна загальна кількість населення (кількість дворів) та розподіл населення за віросповіданням. Тільки в 1846 році у «переписні листи» був включений пункт — «розмовна мова» (не «рідна», а «розмовна»). Більш менш ствердно (на підставі окремих перепесних документів) можна говорити про близько 8 тис. (1774) та 31 тис. (1786) греко-католиків (які вже точно були русинами — українцями). Водночас, 64 тис. (1774) та 91 тис. (1786) були православними, серед яких також була переважна більшість русинів (українців).

Про етнічну структуру населення Буковини (анексованої Австрією) можемо судити тільки з звітів генералів Сплені та Енценберга, що зберігаються сьогодні у Віденському архіві. В них мова йде виключно про «молдованів» (православних). Цікавим джерелом може слугувати направлений у Відень звіт капітана Будвінського від 1783 року, в якому детально описується все, що стосується регіону — опис краю, гори, ріки, будівлі, уточнюється життєвий рівень населення тощо. Що стосується мови, то у звіті зазначається: «Оскільки більшість місцевих жителів руснаки, то й розмовляють вони руською мовою, тільки близько чверті говорять молдавською» (саме молдавською).

За деякими побічними факторами визначають, що на момент анексії Буковини Габсбургами — русинів було — від 54 до 58 % (за різними оцінками), близько 25 % – волохи. Достеменно встановлено, що з усіх населених пунктів Буковини (австрійської частини) тільки в 28-и зовсім не було русинів, волохів – в 64-х.

## Характерні риси періоду
Після юридичного оформлення анексії західної частини Буковини (Чернівецької та Сучавської земель) в травні 1775 р. тимчасова військова адміністративно-територіальна одиниця Чернівецький генералат було реарганізовано у Дистрикт Буковина.

Загальним завданням діючої Військової адміністрації було подолання руїни й запущеності. З цією метою було започатковано кілька реформ. Для підняття економіки (сільського господарства, ремісництва, торгівлі) були запрошені колоністи з західних земель, яким було надано преференції. Було сформовано освітній та релігійний фонди для вирішення першочергових потреб церкви й шкільництва. Перенесено епископську кафедру в Чернівці, й перепідпорядковано її з Молдавії у Сербію.

Регіон став на шлях стабілізації після тривалого періоду хаосу та руїни.

Одним з визначальних рішень Йосифа ІІ щодо австрійської Буковини (яка мала свої неоднозначні наслідки і в майбутньому) є відмова від свої попередніх намірів — приєднати Чернівецький і Вижницький дистрикти до Галичини, а Сучавський і Серетський дистрикти з Довгопільсько-Руським околом до Трансільванії.

В серпні 1786 року Дистрикт Буковина реорганізували в Буковинський округ Королівство Галичини та Володимирії.